# 熊野夏美
熊野 夏美（くまの なつみ、1994年7月17日 - ）は、日本の元アイドル。北陸音人協会所属。

愛称はなっちゃん。キャッチフレーズは「癒しと甘さをあなたにお届け!夢見るお姫様、なっちゃんこと熊野夏美」。砺波市文化応援大使。北陸、東京、名古屋、大阪を中心に全国的に活動を行っている。
また、富山県ご当地アイドルユニットピコピコ☆レボリューションのメンバーでもある。
2018年3月31日をもって全ての芸能活動から引退した。

## 来歴

### 生い立ち
幼少の頃より歌う事が好きで、常に明るく振る舞っていたという。2015年に専門学校を卒業後、アイドルを目指すべくオーディションサイトから芸能事務所のオーディションに応募し、合格。しかし母親が反対し、上京まで約1ヶ月程の時間を要した。その後、約1ヶ月にわたり母親を説得した上、芸能事務所のプロデューサーも説得のため富山県へと足を運び上京を決定。
2015年5月3日、アイドルユニット「バブルついんず!」のメンバーとしてステージデビュー。
2016年5月17日、「バブルついんず!」が解散しソロデビュー。
現在はソロ活動と富山県ご当地アイドルピコピコ☆レボリューションのメンバーとしても活動。

### ソロデビュー開始後
2016年5月17日の「バブルついんず!」解散を経てソロデビューを開始。自身の紹介文であった「夢見るお姫様」の要素を更に伸ばす形でキャラクター性を確立。ソロ初の出演イベントは富山県富山市のライブハウス「LEVEL3」。その後、2016年7月17日の誕生日に、生誕ワンマン2ステージライブの開催発表を行う。デビューから僅か2ヶ月後であるワンマンライブ開催においては、悩み抜いた末に「チャンスは1度きりなら思い切りやろう」と同日2ステージワンマンライブを決行し満員となる。
2016年6月に富山県ご当地アイドルピコピコ☆レボリューションに不定期サポートメンバー「お姫様メンバー」として加入。8月29日よりピコピコ☆レボリューションの本メンバーとして活動。

## 人物
- 愛称はなっちゃん。スタッフからは「姫様」と呼ばれる。
- はじめしゃちょーと同じ富山県砺波市の出身である。[3]

- 非常に丁寧かつ多彩なお絵かきをチェキに描く上、ファンを大事にする事から「神対応アイドル」をモットーとしている。
- 4つ上の姉がいる。
- キャッチフレーズは「癒しと甘さをお届け!夢見るお姫様!」
- マイペースな性格ながら鋭い観察力をもつ。プロデューサーからは「本来は大人が時間を掛けてじっくり決めるべき事を直感で決めてくれる子」と言われている。
- 趣味は音楽鑑賞、カラオケのほかアニメ、ゲーム（特にSFC）。
- 好きなアニメにカードキャプターさくらを挙げており、自身のカバー楽曲にも「プラチナ」等を好んで入れている。
- マイメロディが好きで部屋中にぬいぐるみやグッズが溢れているという。
- 好きな食べ物に焼肉や鱒の寿司を挙げている。
- かつて吹奏楽部に所属し、全国大会にも進出した。楽器はトランペット。
- 絶対音感を持っており、車が通過する音も当てられるという。
- 普通自動車免許を保有。
- 同じ富山県出身アイドルの空野青空と親友である。

## 作品

### ソロ楽曲
1. 夏色メロディ（作詞：黒沢秋、作曲：SHiN）
2. マジカル☆フライト（作詞：黒沢秋、作曲：54ROCK）
3. 桜花繚乱（作詞：黒沢秋、作曲：SHiN）

### 写真集
1. Yes or No.（2015年6月24日発売、撮影：アミナカアキヒト）
2. キセキ -PRINCESS DAYS-（2016年07月17日発売、撮影：黒沢秋）

## ライブ
| タイトル                           | 公演日        | 会場名 （全公演数）           | 備考                             |
| ---------------------------------- | ------------- | ----------------------------- | -------------------------------- |
| 「DEVIL'S HEART」「ANGEL'S HEART」 | 2016年7月17日 | 新宿レッドノーズ （全２公演） | 同日２回公演の生誕ワンマンライブ |